# Луна и грош
«Луна и грош» (англ. The Moon and Sixpence; буквально «Луна и шестипенсовик») — роман английского писателя Уильяма Сомерсета Моэма. Написан в шотландском санатории, где Моэм проходил лечение от туберкулёза.
Роман представляет собой биографию вымышленного персонажа Чарльза Стрикленда, английского биржевого маклера, который в сорокалетнем возрасте внезапно бросает жену и детей, чтобы стать художником. Прообразом Чарльза Стрикленда послужил Поль Гоген. Рассказ ведётся в эпизодической форме от лица молодого писателя, который якобы «просто перечислял известные ему факты из жизни незаурядного человека». Эпизоды из жизни Стрикленда перемежаются размышлениями рассказчика по поводу Стрикленда и других персонажей.

## Сюжет
В начале рассказывается о гениальном художнике Чарльзе Стрикленде, который умер в безвестности, и лишь статья критика Мориса Гюре спасла его от забвения. Хлынул поток статей о Стрикленде и его картинах, но вместе с тем выяснились скандальные подробности его жизни. Дальше начинаются собственно воспоминания.
Знакомство рассказчика со Стриклендом произошло на светском приёме; тот производил впечатление доброго и честного, но скучного человека. Через несколько месяцев рассказчик узнал, что Стрикленд бросил жену и детей, сбежав с какой-то женщиной, и живёт с ней в роскошном дорогом отеле. Жена попросила рассказчика встретиться со Стриклендом, чтобы убедить его вернуться в семью. Выяснилось, что отель — грязный и дешёвый, никакой женщины нет, а Стрикленд бросил семью ради живописи. Судьба жены и детей ему безразлична, и к ним он не вернётся. Также ему безразлично материальное положение или слава. Он пишет картины, потому что «должен писать».
Следующие пять лет Стрикленд писал картины, живя в нищете и перебиваясь случайными заработками. Посредственный художник Дирк Стрёв, единственный на тот момент, разглядел в нём гения и начал заботиться о Стрикленде, взамен получая только оскорбления. Когда Стрикленд серьёзно заболел, Дирк перенёс больного к себе домой (невзирая на возражения своей жены Бланш, ненавидевшей Стрикленда) и выходил. Стрикленд отплатил ему тем, что совратил Бланш Стрёв, после чего та заявила, что оставляет Дирка и пойдёт со Стриклендом куда угодно. Написав портрет Бланш Стрёв в обнажённом виде, он бросил её, после чего та покончила с собой, выпив щавелевой кислоты. Стрикленд не выказал никакого раскаяния или сожаления.
История переносится на 15 лет вперёд. Стрикленд давно умер, и находящийся на Таити рассказчик пытается из рассказов знавших его людей восстановить последние годы его жизни. Выясняется, что он вёл жизнь бродяги, спал на улице или в ночлежках для бездомных, но продолжал писать картины. Последние годы жизни Стрикленд провёл на Таити, где женился на туземке и умер от проказы. Шедевр его жизни — роспись на стенах дома — был сожжён после смерти по его завещанию.

## О названии
Согласно некоторым источникам, название, значение которого в книге явно не раскрывается, было взято из рецензии в The Times Literary Supplement на роман Моэма «Бремя страстей человеческих», в котором главный герой романа, Филип Кэри, описан словами «так занят тоской по луне, что никогда не видел шестипенсовика у своих ног». Согласно письму Моэма 1956 года: «Если вы смотрите на землю в поисках шестипенсовика, вы не смотрите вверх и упускаете Луну». Название Моэма перекликается с описанием Гогена его современником, биографом Мейером-Грефе (1908): «Его [Гогена] можно обвинить в том, что он всегда хотел чего-то другого».

## Мнения критики
Ранняя советская критика не одобрила ни писателя, ни его героя. Так, Литературная энциклопедия в статье о Моэме (1934) утверждала, что «перепроизводство интеллигенции со всеми возникающими для неё отсюда последствиями отразилось в одном из лучших романов М. С. „Луна и грош“, персонажи которого — деклассирующиеся интеллигенты — подымают бессильный бунт против обделившего их общества, бунт, выражающийся в провозглашении права на антисоциальность, в анархическом индивидуализме, весьма далёком от понимания истинных причин бедственного положения мелкобуржуазной интеллигенции. Могэм Сомерсет представляет ту группу мелкобуржуазной интеллигенции, которая неспособна к борьбе с капитализмом и так или иначе примиряется с ним». Этой же линии следовал затем критик Пётр Палиевский, написавший о романе Моэма: «Книга была принята совершенно всерьёз, хотя ничем, кроме невменяемости героя, не выделялась: ни он не понимает, что с ним такое, ни мы не вправе этого спросить, если не хотим попасть в разряд тупиц».

Позднее, в более либеральной атмосфере 1960-х годов, литературовед Майя Тугушева отмечала: «Через весь роман проходит противопоставление жизни, целиком отданной искусству, и сытого, пошлого, ханжеского благополучия мещанства». Комментируя эту трактовку, критик Эдварда Кузьмина опирается на название книги: 
В романе Моэма на все двести страниц лишь однажды упомянута луна. Художнику говорят, что закон заставит его содержать жену и детей, возьмет их под защиту. Он отвечает: «А закон может снять луну с неба?» «Грош» <…> относится скорее к мирку жены, от которой сбежал художник ради живописи <…> А вот «луна» <…> — не просто прекрасное, но нечто недоступное, недостижимое, неподвластное низким обыденным законам. Неотвратимо влекущее, притягивающее, как луна — лунатиков. Недаром почти три четверти книги никто не понимает, что случилось с прежним заурядным биржевым маклером. Всем кажется, что он одержим бесом.

## Переводы
Первый русский перевод романа, Зинаиды Вершининой, вышел в 1928 году под названием «Луна и шестипенсовик». К. Н. Бугаева, жена Андрея Белого, записала в своём дневнике 1929 года: «Прочла интересный роман В. С. Могэм „Луна и шестипенсовик“. По-видимому, импровизация на жизнь Гогена. Написано хорошо. Умно и сильно. Чарльз Стриклэнд — имя героя. Но… при чём „луна“ и при чём „шестипенсовик“ — мы так и не могли угадать».
В 1960 году был издан новый перевод, выполненный Наталией Ман, — под названием «Луна и грош». Выступившая редактором книги Нора Галь писала по этому поводу в книге «Слово живое и мёртвое»: «В старом переводе роман С. Моэма назывался „Луна и шестипенсовик“ — много ли это говорило уму и сердцу нашего читателя? Зато как звонко и выразительно — „Луна и грош“!»

## Адаптации
В 1942 году американский режиссёр Альберт Льюин экранизировал роман; главные роли исполнили Герберт Маршалл и Джордж Сандерс; музыку написал Дмитрий Тёмкин. В 1959 году на американских экранах демонстрировалась телеверсия с Лоренсом Оливье, Хьюмом Кронином и Джессикой Тэнди. В 1957 году была поставлена одноимённая опера Джона Гарднера.